# Митрофанов, Дмитрий Александрович
Дми́трий Алекса́ндрович Митрофа́нов (род. 7 сентября 1975) — российский легкоатлет, специалист по прыжкам в длину. Выступал на профессиональном уровне в 1998—2004 годах, победитель и призёр первенств всероссийского значения, участник чемпионата Европы в Мюнхене и Всемирной Универсиады в Пекине. Представлял Ивановскую область и Москву. Мастер спорта России международного класса.

## Биография
Дмитрий Митрофанов родился 7 сентября 1975 года. Занимался лёгкой атлетикой в Иваново, окончил Ивановский государственный энергетический университет.
Впервые заявил о себе на всероссийском уровне в сезоне 1998 года, когда в прыжках в длину стал четвёртым на турнире в Орле, третьим на турнире в Дзержинске, пятым на чемпионате России среди студентов в Брянске.
В 1999 году одержал победу на соревнованиях в Новочебоксарске, был четвёртым в Дзержинске, пятым на студенческом всероссийском первенстве в Туле, выступил на чемпионате России в Туле.
В 2001 году занял четвёртое место на Рождественском кубке в Москве, седьмое место на зимнем чемпионате России в Москве, выиграл турнир в Брянске, показал пятый результат на чемпионате России в Туле, получил серебро на Мемориале Куца в Москве. Будучи студентом, представлял страну на Всемирной Универсиаде в Пекине — в финале прыгнул на 7,40 метра, закрыв десятку сильнейших.
В 2002 году стал четвёртым на Рождественском кубке в Москве и шестым на зимнем чемпионате России в Волгограде, превзошёл всех соперников на студенческом всероссийском первенстве в Брянске и на открытом чемпионате Москвы, завоевал серебряную награду на летнем чемпионате России в Чебоксарах. Благодаря череде удачных выступлений удостоился права защищать честь страны на чемпионате Европы в Мюнхене — на предварительном квалификационном этапе показал результат 7,53 метра, чего оказалось недостаточно для выхода в финал. Также в этом сезоне отметился выступлением на международном турнире в Хельсинки, где занял четвёртое место.
В 2003 году взял бронзу на Рождественском кубке в Москве и на турнире «Русская зима», получил серебро на Кубке губернатора в Самаре, победил на чемпионате Москвы, показал пятый результат на зимнем чемпионате России в Москве. Помимо этого, стартовал на международных турнирах в Греции, Польше и Финляндии, стал шестым на Мемориале братьев Знаменских в Туле, пятым на летнем чемпионате России в Туле.
В 2004 году был пятым на Рождественском кубке в Москве и Кубке губернатора в Самаре, четвёртым на «Русской зиме», третьим на зимнем чемпионате России в Москве, вторым на студенческом всероссийском первенстве в Москве. Также в этом сезоне выиграл серебряную медаль на всероссийских соревнованиях в Туле, бронзовую медаль на Мемориале Куца в Москве, стал четвёртым на Кубке России в Туле, пятым на Мемориале братьев Знаменских в Казани, занял 11-е место на летнем чемпионате России в Туле. По окончании сезона завершил спортивную карьеру.
За выдающиеся спортивные достижения удостоен почётного звания «Мастер спорта России международного класса».